# MTU Maintenance Berlin-Brandenburg
Die MTU Maintenance Berlin-Brandenburg GmbH mit Sitz in Ludwigsfelde bei Berlin ist ein Tochterunternehmen der MTU Aero Engines AG, dessen Geschäftsfeld die Instandhaltung (MRO) von Triebwerken für die zivile und militärische Luftfahrt ist.

## Geschäftsfelder
Die MTU Maintenance BB ist in der Wartung, Reparatur und Überholung, kurz MRO, von Business- und Regionalflugzeugen sowie von Propeller und Hubschrauber Triebwerken und IGT´s tätig.
Der Standort Ludwigsfelde verfügt damit über das breiteste Portfolio und ist der drittgrößte Standort innerhalb des weltweiten Instandsetzungs- und Wartungsnetzwerks der MTU.
Das MTU-Werk in Ludwigsfelde ist zudem das europäische Zentrum für ON-SITE-Services. Hier werden On-Site- und Near-Wing-Instandhaltung sowie Hospital-Shop-Visits für alle Triebwerksmodelle durchgeführt. Im Joint Venture mit Pratt & Whitney Canada wird über das „CSC“, das als „MRT Team“ bezeichnete On-Site Team mit dem Vorort Service für die P&WC Produkte betraut. Im On-Site-Service werden Triebwerke der Typen PW800, CFM56-5B/7B, CF34-8C/E und CF34-10E betreut, während der Field Service die MRO-Tätigkeiten an den IGTs LM6000 und LM2500 übernimmt.
Eine Besonderheit ist, dass der Standort in Ludwigsfelde der einzige Standort der Welt ist, an dem Entwicklungs- und Abnahmetests des TP400-D6-Turboprop-Triebwerks durchgeführt werden.
| Business- Regionalflugzeuge | Propeller/ Hubschrauber | IGT    |
| --------------------------- | ----------------------- | ------ |
| CFM56-7B                    | PT6A                    | LM6000 |
| CF34-10E                    | PW200                   | LM2500 |
| CF34-8C/E                   | TP400 (nur Test)        |        |
| PW800                       |                         |        |
| PW500                       |                         |        |
| PW300                       |                         |        |

## Geschichte

### Vor dem Zweiten  Weltkrieg
Die Daimler-Benz AG erhielt 1935 vom Reichsluftfahrtministerium den Auftrag, ein Großserienwerk für Flugmotoren des Typs DB-600 zu bauen, woraufhin am 24. Januar 1936 die Gründung der Daimler-Benz-Motoren GmbH Genshagen erfolgte.
Der Baubeginn, auf einer Fläche von 3,75 km², war im Mai 1936. Im Herbst des gleichen Jahres waren die ersten Werkhallen fertig, die Produktion konnte anlaufen.
Durch den Bau von Flugmotoren in Großserie hatte das Werk einen wesentlichen Anteil am Aufbau der Wirtschaft und nicht zuletzt auch am Wachstum des Ortes Ludwigsfelde.
Im Juni 1937 bestand die Belegschaft aus 5.600 Mitarbeitern.

### Während des Zweiten Weltkrieges
Ab 1943 war das Werk Genshagen das größte im Daimler-Benz-Konzern. 1944 lieferte Genshagen insgesamt 10.535 Motoren, das entspricht 36,8 Prozent der Gesamtausbringung an Daimler-Benz Flugmotoren in diesem Jahr. Diese hohen Leistungen hatten auch ihre Schattenseiten, da sie mit Zwangsarbeit und großem menschlichem Leid erreicht wurden.
Massive Bombenangriffe der Westalliierten und die Übernahme des Werkes, am 22. April 1945, durch sowjetische Truppen beendeten das Bestehen des Flugmotorenwerkes Genshagen. Das Werk wurde entsprechend den Festlegungen des Potsdamer Abkommens demontiert, die Einrichtung und Dokumentation wurden abtransportiert und die Werksanlagen sowie die Gebäude wurden gesprengt.

### Entwicklungen in der DDR

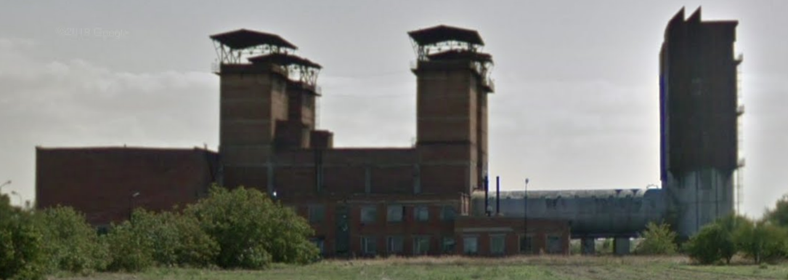
Prüfstand in Jeisk

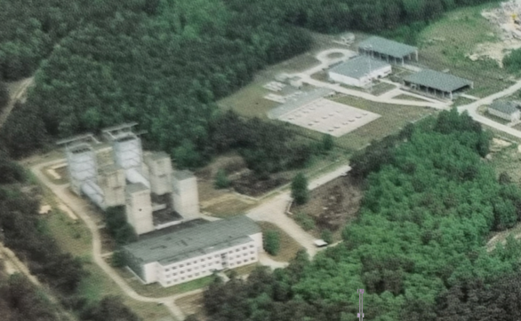
Prüfstand des VEB Ludwigsfelde Anfang 1990

Am 1. Juli 1965 wurde dem VEB Flugzeugwerft Dresden die VEB Industriewerke Ludwigsfelde (IWL) als Werk 2 angegliedert. im selben Jahr wurde mit der Demontage des ersten Triebwerkes, dem Saturn AL-31 Begonnen. Die Serienfertigung des Pirna 014 Turbojettriebwerk sollte im VEB Industriewerke Ludwigsfelde, der heutigen MTU Maintenance BB, erfolgen. Zwischen 1959 und März 1961 wurden 29 Triebwerke hergestellt. Mit dem Beschluss zur Einstellung des Flugzeugbaus wurde die Entwicklung des Triebwerks im Wesentlichen beendet und Serienproduktion gestoppt.
Mit der Ausgliederung in einen eigenständigen Betrieb mit der Bezeichnung „VEB Instandsetzungswerkes Ludwigsfelde“ begann 1971 die ökonomische Selbständigkeit des Betriebes.
Nach 18-monatiger Bauzeit erfolgte am 6. Juli 1973 die bauseitige Übergabe des neuen Prüfstandsgebäudes. Im November 1973 konnte die erste Dauererprobung auf der „Box 4“ durchgeführt werden. Entworfen ursprünglich für den Abnahmelauf der beiden Triebwerke R-11 und R-13. Vorbild für diesen Bau war der Schwester-Prüfstand im russischen Ort Jeisk.

### Ab 1990
Zum 1. Juli 1991 übernahm die MTU Aero Engines AG den Betrieb nachdem sie sich im Bieterverfahren Im November 1990 bei der Treuhandanstalt erfolgreich gegen SNECMA, BMW und Rolls-Royce behaupten konnte. Ausschlaggebend war letztlich das günstige Beschäftigungskonzept der MTU, die von ehemals 900 Mitarbeitern ca. 300 zum 1. Juli 1991 übernahm.
Am 20. Dezember 1991 wird das „Customer Service Centre Europe“ als 50/50 Joint Venture mit Pratt & Whitney Canada gegründet. Das „CSC“ befindet sich direkt auf dem Gelände der MTU BB und ist verantwortlich für Marketing und Vertrieb von P&WC-Triebwerken sowie Servicesupport für Kunden aus Europa, Afrika und dem Nahen Osten.

## Belege
1. ↑  MTU Maintenance Berlin-Brandenburg GmbH ist neues VDI-Fördermitglied. In: vdi.de. Abgerufen am 29. Dezember 2023.
2. ↑  MTU in Ludwigsfelde wächst weiter – über 1000 Beschäftigte bis Jahresende. In: maz-online.de. Abgerufen am 8. Januar 2024.
3. 1 2 3  MTU Maintenance Berlin-Brandenburg GmbH. MTU Aero Engines AG, abgerufen am 29. Dezember 2023.
4. ↑  Udo Böhlefeld: MTU in Ludwigsfelde wächst weiter – über 1000 Beschäftigte bis Jahrende. 30. Juni 2023, abgerufen am 8. Januar 2024.
5. ↑  MTU Aero Engines: TP400-D6. In: MTU Aero Engines. MTU Aero Engines, abgerufen am 29. Dezember 2023 (deutsch).
6. ↑  Dietrich Carow und Manfred Krebs: 1936 bis 1945 Daimler-Benz-Flugmotorenwerk Genshagen. Verein - Freunde der Industriegeschichte Ludwigsfelde e.V., 1. Juli 2007, abgerufen am 28. Dezember 2023 (deutsch).
7. ↑  Herr Manfred Krebs und Herr Werner Franke: 1965 – 1971 VEB Flugzeugwerk Dresden. Verein - Freunde der Industriegeschichte Ludwigsfelde e.V., 1. Juli 2007, abgerufen am 28. Dezember 2023 (deutsch).
8. ↑  Manfred Krebs, Werner Franke: Strahltriebwerk Pirna 014. Verein - Freunde der Industriegeschichte Ludwigsfelde e.V, abgerufen am 1. Juli 2007 (deutsch).
9. ↑  Klaus-Hermann Mewes: Pirna 014, Flugtriebwerke der DDR: Entwicklung, Erprobung und Bau von Strahltriebwerken und Propellerturbinen. 1.  Auflage. Aviatic-Verl, Oberhaching 1997, ISBN 978-3-925505-39-3.
10. 1 2 3 4 5  Herr Manfred Krebs und Herr Werner Franke: VEB Instandsetzungswerk Ludwigsfelde. Verein - Freunde der Industriegeschichte Ludwigsfelde e.V., 1. Juli 2023, abgerufen am 28. Dezember 2023 (deutsch).
11. ↑  Pratt & Whitney Canada Customer Service Centre Europe GmbH A Joint Venture of P & WC and MTU/Germany - Eintragung · Prokura: Steven John Dicks · Geschäftsführer (1 Person) · Kapital: 20 Mio. DEM · Gesellschaftsvertrag · Firmensitz: Ludwigsfelde · Name: Pratt & Whitney Canada Customer Service Centre Europe GmbH A Joint Venture of P & WC and MTU/Germany · Unternehmensgegenstand. Abgerufen am 29. Dezember 2023.
12. ↑  Pratt & Whitney Canada Customer Service Centre Europe GmbH. MTU Aero Engines AG, abgerufen am 29. Dezember 2023 (deutsch).